# José Rodríguez de la Oliva

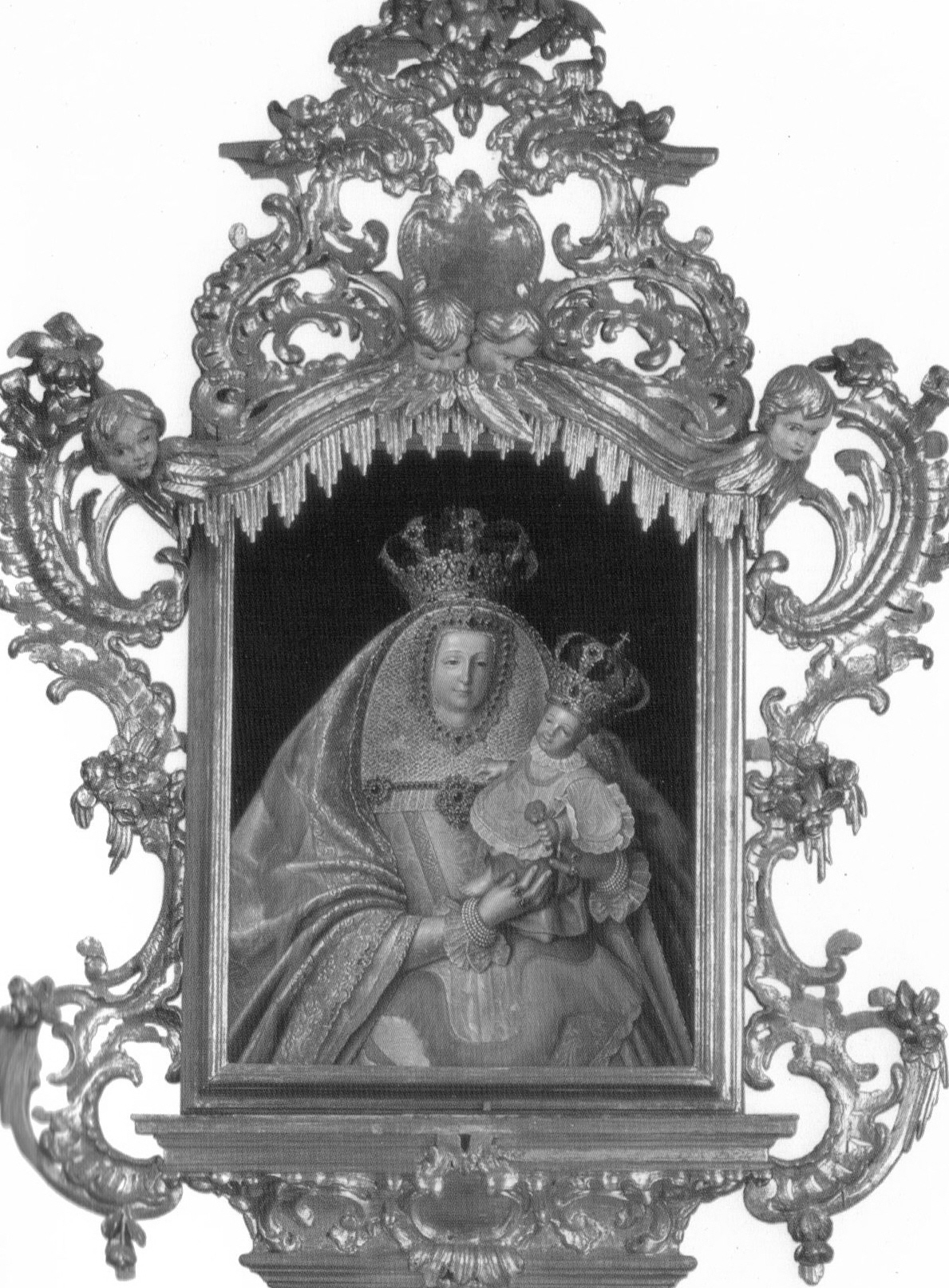
Pintura da Virgem del Pino encontrada na Catedral de Santa Ana de Las Palmas de Gran Canaria. Por José Rodríguez de la Oliva.

José Rodríguez de la Oliva foi um pintor e escultor espanhol da era barroca, nasceu em San Cristóbal de La Laguna (Tenerife) em 1695 e morreu em 1777, na mesma cidade. Apelidado de "El Moño" é um dos artistas mais representativos e famosos das ilhas Canárias.

## Biografia
Nasceu em 15 de dezembro de 1695 na cidade de San Cristóbal de La Laguna (Tenerife). Ele foi batizado em 31 do mesmo mês na paróquia de Concepción em La Laguna.
Entre suas esculturas destaca-se a imagem de Nossa Senhora dos Remédios, na freguesia de São Marcos, em Tegueste. Também digno de nota é o projeto da custódia de prata da Igreja de Santo Domingo, em La Laguna.[carece de fontes?]
Também se destaca as pinturas da Virgem da Candelária (padroeira das Ilhas Canárias) e da Virgen del Pino. José Rodríguez de la Oliva, também realizou um retrato "post-mortem" de Sor María de Jesús. Sabe-se também que ele fez um retrato na vida do corsário Amaro Pargo, embora este trabalho esteja faltando hoje.
José Rodríguez de la Oliva morreu 27 de novembro de 1777 em San Cristóbal de La Laguna. Ele foi enterrado na antiga paróquia de Nossa Senhora dos Remedios, esta catedral de San Cristóbal de La Laguna.

## Mais informação
Além de seu lado artístico, José Rodríguez de la Oliva foi um importante militar. O 6 de junho de 1743 foi declarado pelo Decreto Real Teniente en el Regimiento de Forasteros o 4 de dezembro de 1747 e alcançou o posto de capitão por patente.